# Alwin Neuß
Carl Alwin Heinrich Neuß (17 de junio de 1879-30 de octubre de 1935) fue un director de cine y actor alemán, conocido por interpretar a Sherlock Holmes en una serie de películas mudas durante la década de 1910. También interpretó el doble rol de Jekyll y Hyde en la versión fílmica muda 1910 de la famosa novela Dr. Jekyll y Sr Hyde, dirigid por August Blom. Interpretó nuevamente el doble rol de Jekyll y Hyde en la 1914 película muda alemana Ein Seltsamer Fall, guionada por Richard Oswald.

## Filmografía seleccionada
- Sherlock Holmes (1908)
- Dr. Jekyll and Mr. Hyde (película muda danesa, 1910)[3]
- Hamlet (1911)
- The Flight (1912)
- Ein Seltsamer Fall (1914) una adaptación fílmica alemana de Dr. Jekyll y Mr. Hyde[2]
- Detektiv Braun (1914)
- Der Hund von Baskerville (1914) película alemana dirigida por Rudolph Meinert[4]
- The Hound of the Baskervilles (1915) película alemana rival dirigida por Richard Oswald[5]
- Dynamite (1916)
- The Cowboy (1918)
- The Man From Havelock (1917)
- Clown Charly (1918)
- Bettler GmbH (1919)
- Revenge Is Mine  (1919)
- The Diadem of the Czarina (1922)
- By Order of Pompadour (1924)
- Strong Winds (1924)
- Two and a Lady (1926)
- Streets Acquaintances (1929)
- The Old life (1930)
- Dance Into Happiness (1930)